# Mouyondzi
Mouyondzi är ett distrikt i Kongo-Brazzaville. Det ligger i departementet Bouenza, i den sydvästra delen av landet, 150 km väster om huvudstaden Brazzaville.